# Топальское
Топальское — деревня в Максатихинском районе Тверской области. Входит в состав Малышевского сельского поселения.

## География
Расположена на берегу реки Молога в 25 км на северо-восток от центра поселения посёлка Малышево и в 24 км на север от районного центра посёлка Максатиха.

## История
В 1833 году в селе была построена каменная Троицкая церковь с 3 престолами, метрические книги с 1781 года.
В конце XIX — начале XX века село входило в состав Столповской волости Вышневолоцкого уезда Тверской губернии.
С 1929 года деревня являлась центром Раевского сельсовета Максатихинского района Бежецкого округа Московской области, с 1935 года — в составе Калининской области, с 1994 года — в составе Труженицкого сельского округа, с 2005 года — в составе Труженицкого сельского поселения, с 2014 года — в составе Малышевского сельского поселения.

## Население
| 1859 | 2002 | 2008 | 2010 |
| ---- | ---- | ---- | ---- |
| 221  | ↘10  | ↘5   | ↘1   |